# Carl Winchenbach
Carl Winchenbach (* 16. Oktober 1839 nach anderer Quelle 1840 in Boisheim / Kempen; † 1. Februar 1925 in Barmen; auch die Schreibweise Karl Winchenbach wird verwendet) war ein deutscher Architekt und kommunaler Baubeamter der Stadt Barmen.
Winchenbach war in seiner Amtszeit als Stadtbaumeister in der damals selbstständigen Stadt Barmen von 1875 bis 1910 für einige bedeutende Hoch- und Tiefbauten verantwortlich. Darunter waren Schulgebäude, der Schlacht- und Viehhof, Straßenbahnen, die Wupperregulierung und Kanalisation sowie Denkmäler. Neben seiner Tätigkeit als Stadtbaumeister war er Beigeordneter.
Nach ihm ist am 24. März 1910 die Winchenbachstraße im Wuppertaler Stadtteil Barmen benannt.

## Bauten
- 1880–0000: Pauluskirche, Barmen
- 1884–0000: Bleicherbrunnen
- 1886–0000: Ringel-Denkmal in den Barmer Anlagen
- 1891–1893: Barmer Schlachthof
- 1903–1904: evangelische Volksschule Eichenstraße (heute Gemeinschafts-Grundschule Eichenstraße)
- 1908–0000: Stadtbad Auf der Bleiche
- 0000–0000: Altes Barmer Rathaus
- 1909–1911: Städtische Krankenhaus an der Heusnerstraße

## Preisrichter
Im Jahre 1895 hatte Carl Winchenbach als Preisrichter wesentlichen Anteil an der Erlangung eines ausführbaren Entwurfes zum Bau der Ruhmeshalle in Barmen. 